# Срби у Црној Гори
Срби у Црној Гори, односно црногорски Срби или Срби Црногорци, или само као Црногорци, јесу дио српског народа са подручја данашње Црне Горе. Према попису из 2023. у Црној Гори живи 205.370 припадника српског народа, што чини 32,93% становништва. Додатих 1.701 грађана се изјаснило као Срби-Црногорци, док се 1.268 грађана изјаснило као Црногорци-Срби, што укупно чини 0,63% становништва Црне Горе. Поред тога, од укупног броја етничких Црногораца, њих 74.806 је исказало српски језик као матерњи, а додатних 10.082 грађана који су се изјаснили као национално неопредијељени, такође су исказали српски језик као матерњи. У укупном збиру, чак 265.895 грађана се изјаснило за српски језик као матерњи, што чини 42,88% становништва Црне Горе. Према истом попису, од укупног броја Срба у Црној Гори (178.110), њих 175.052 је исказало припадност православљу, док преостали дио чине Срби католици, Срби муслимани, припадници других вјероисповијести и атеисти или агностици.
Према традиционалној регионалној подјели, Срби настањују сљедеће историјске и географске области у данашњој Црној Гори: Стара Црна Гора, Брда, Стара Херцеговина, Бока которска, Приморје и Горње Полимље. Према регионалној припадности, Срби у Црној Гори се могу називати: Црногорцима, Старохерцеговцима, Брђанима, Бокељима, Приморцима или Полимцима.
Почевши од 2006. године, када је Црна Гора стекла независност, положај српског народа у тој држави је почео убрзано да се погоршава, под притиском организоване десрбизације и форсиране црногоризације, која се спроводи у свим областима друштвеног живота. Иако су Срби у преамбули Устава Црне Горе из 2007. године поменути непосредно након етничких Црногораца, у склопу набрајања народности, положај српског народа у Црној Гори није правно регулисан, што представља извор бројних проблема и спорова, не само у односима са државним властима, већ и унутар саме српске заједнице.

## Историја

### Рани средњи вијек
Током 6. вијека, на просторима југоисточне Европе почињу да се појављују словенска племена, чији су чести упади на византијску територију довели до постепеног урушавања, а потом и потпуне пропасти царске власти у многим областима, укључујући и покрајину Превалитану, која је обухватала највећи дио данашње Црне Горе. Словенски досељеници су по правилу запосједали жупске предјеле, док се старо романско становништво повукло у приморске градове и тешко приступачне планинске крајеве. Почевши од прве половине 7. вијека, односно од времена владавине византијског цара Ираклија (610—641)), међу досељеним Словенима посебно се истичу Срби. На просторни опсег српских земаља у раном средњем веку први је указао франачки хроничар Ајнхард, који је у својим Аналима франачког краљевства (Annales Regni Francorum) забиљежио, под 822. годином, да су Срби народ који држи велики дио Далмације (ad Sorabos, quae natio magnam Dalmatiae partem obtinere dicitur).
О раној историји Срба најзначајније податке је оставио византијски цар Константин VII Порфирогенит (945-959) у свом знаменитом историографском делу под насловом De administrando imperio. Оно свједочи да су на просторима на којима су се настанили Срби, формиране посебне територијалне јединице, односно склавиније, које је Константин Порфирогенит називао Србијом, Паганијом, Захумљем, Травунијом и Дукљом. Према данашњим границама Црне Горе, њени најзападнији дијелови припадали су Травунији, сјевероисточни ужој Србији, а средишњи и југоисточни Дукљи. Док је за остале кнежевине изричито навео да су их населили Срби, то није назначио и за Дукљу, али се по редоследу набрајања области и распореду насељавања може поуздано закључити да су и Дукљу населила управо српска племена, што потврђују и други извори. Дукља се простирала од ријеке Бојане до Котора, и није ишла даље у дубину од планина које су чиниле вододјелницу слива Мораче према сливу Лима. Први познати владар дукљанских Срба био је кнез Петар, који је владао у 10. вијеку, а познат је на основу сачуваног оловног печата.
Рана средњовјековна историја западних и сјеверних дијелова данашње Црне Горе, који су припадали Травунији и тадашњој Кнежевини Србији, боље је позната од историје преосталог дијела који је припадао Дукљи, пошто списи Константина Порфирогенита пружају више података за прве области. То се у првом реду односи на Кнежевину Србију, којом је током раног средњег вијека владала династија Властимировића. Византијски цар Константин Порфирогенит у свом дјелу De administrando imperio посвећује велику пажњу историји Кнежевине Србије, којој су припадали и сјеверни дјелови данашње Црне Горе. Средином 9. вијека, за вријеме владавине кнеза Властимира, извршено је повезивање Кнежевине Србије са Травунијом. Према свједочењу Константина Порфирогенита, кнез Властимир је удао своју ћерку за травунског жупана Крајину, подаривши му титулу обласног кнеза ("архонта"). Тиме је Травунију везао за средишњу Србију, у чијем је саставу она остала као вазална област до средине 10. вијека. За вријеме владавине кнеза Властимира и његових насљедника главни непријатељ Кнежевине Србије била је Бугарска. Иако су српски кнезови у више наврата успешно одбијали нападе са истока, бугарска војска је око 924. године успела да окупира источне и средишње области, укључујући и сјеверне дијелове данашње Црне Горе. Након трогодишње окупације, бугарску војску је око 927. године протерао кнез Часлав, који је уз помоћ Византије обновио и ојачао Кнежевину Србију.
У вријеме византијског цара Јована Цимискија (969–976), под византијску власт су поред цијеле Бугарске потпале и поједине источне и средишње српске области у којима је организована посебна византијска војно-управна јединица, позната као Катепанат Рас. Седиште византијског намјесника те области било је у граду Расу, а под његову управу су спадали и сјеверни дјелови данашње Црне Горе.

### Српска држава династије Војислављевића
Крајем 10. и почетком 11. вијека, у Дукљи је владао српски књаз Јован Владимир који је као византијски савезник признавао врховну власт цара Василија II. Када је српско-бугарски цар Самуило око 997. године напао Дукљу, Јован Владимир се повукао у неприступачне планинске пределе у околини Скадра. Како није имао снаге да се одупре, предао се, али је остао на челу Дукље оженивши се Самуиловом ћерком Косаром. Убијен је у Преспи, 22. маја 1016. године. Канонизован је и постао је први (хронолошки) српски светац. У време потоњег успона византијске власти, у Дукљи је владао српски кнез Стефан Војислав („архонт Срба”, „Травуњанин Србин”, „Војислав Дукљанин”) који је 1034. године дигао устанак против Византије, али је 1036. године претрпјео привремени пораз. Ускоро је дошло до новог устанка, да би током 1042-1043. године Војислав однео одлучујућу побједу над Византијом. Описујући сукоб између архонта Драча и Стефана Војислава, византијски аутор Јован Скилица је записао:
Срби (Дукљани) су њима, како се прича, намјерно дозволили и допустили да улазе, док се он (архонт Драча) није бринуо нити о повратку, нити је остављао довољно јаку стражу по тјеснацима, док су Срби заузели и чували тјеснаце и стрмовита мјеста на путу и чекали на повратак Византијаца(Ромеја).
Стефан Војислав је ујединио српске области у Приморју, тако да се под његовом врховном влашћу нашла пространа територија од Бојане до Неретве. Њега је пре 1055. наследио син Михаило, који се измирио са Византијом и одликован је титулом протоспатара. Међународне прилике су се знатно промјениле послије пораза Византије од Селџука 1071. године, у бици код Манцикерта. Усљед тога, Михаило је подржао устанак Ђорђа Војтеха у Повардарју и околним областима, а устаницима је послао свог сина Константина Бодина са војницима, којег су устаници у јесен 1072. године у Призрену прогласили за цара, додавши му име Петар. Устанак је убрзо угушен, а Бодин заробљен. Неко вријеме је провео као заробљеник у Цариграду, а потом у Антиохији, послије чега је био избављен. Успио је да прошири своју врховну власт у Рашкој и Босни, чиме је извршено политичко обједињавање српских земаља. У писму папе Гргура VII ИЗ 1077. се види да Михаило већ носи титулу краља те да од папе тражи само њену потврду. Нормани из јужне Италије су се 1081. године спремали да освоје Цариград. Византијска војска је октобра 1081. под Драчом доживјела потпуни пораз. Бодин је у почетку био на византијској страни, али се није упуштао у сукобе. Пошто је увидио да је наступило расуло у византијској војсци, повлачи се и априла 1081. се жени Јаквинтом, ћерком Архирица, угледног патриција из Барија и присталице Нормана. Успјео је да одржи своју врховну власт у Босни и Рашкој, чиме је наставио рад свога оца на обједињавању српских земаља. Када је 1085. умро нормански војсковођа Роберт Гвискард, долази до повлачења Нормана и обнавља се византијска власт. После овога Бодин се све рјеђе помиње у изворима. Умро је 1101. године.
Послије његове смрти долази до слабљења дукљанске државе. Поједине Бодинове насљеднике у Дукљи помиње искључиво Љетопис попа Дукљанина, чији подаци често нису историјски поуздани. Према њему, на дукљанском пријестољу су се смјењивали Михаило (Бодинов син), Доброслав (Бодинов брат), Кочапар (син Бодиновог стрица Радослава), Владимир (Бодинов синовац), Ђорђе (Бодинов син), који је владао у два маха, Грубеша (синовац Кочапара), Градихна (Грубешин брат) и његов син Радослав. Од њега је управу над Дукљом и Травунијом преузео рашки велики жупан Деса 1162. године. Послије Десе, посљедњи господар Дукље је био кнез Михаило, када је пре јануара 1186. године Дукљу припојио рашки жупан Стефан Немања.

### Позни средњи вијек
Како свједочи Стефан Првовјенчани, присаједињење Дукље је за великог жупана Стефана Немању била борба за „дједину” и „отачество” у којем је Стефан Немања био и рођен. Управу над припојеном Дукљом, дао је најстаријем сину Вукану. Дукља је у Немањићкој држави, у почетку, очувала краљевску традицију преко титуле коју су носили Вукан и његови синови Ђорђе и Стефан.
Стефан Немањић (? -1228) син великог жупана Немање, наследио је очеву титулу 1196. године и као жупан владао до 1217. године — када постаје краљ Србије, Стефан Првовенчани. Дијелом његове владавине у Дукљи (отада Зети) влада краљ Вукан (Вук) Немањић, до средине 1208. године. Овај владар Зете (Дукље) био је под централном влашћу краља Србије. Назив „краљ“, за управника једне кнежевине у оквиру већ постојеће краљевине Србије, представљао је настављање самосталне државне традиције краљевства Дукље. Најстаријег Немањиног сина, Краља Вукана, у управи Зетом наслеђује син Ђорђе Немањић, такође са титулом краља Дукље, потом са титулом улцињског кнеза (1241) и дукљанског кнеза (1242). Као насљедник Стефана Првовенчаног, Србијом од 1228 до 1234. године влада краљ Стефан Радослав Немањић (1192 –послије 1235). Умро је као монах Јован. Краљ Стефан Владислав Немањић (? -1267) владао је од 1234. до 1243. године. Пред крај његове владавине, у годинама од 1241. — 1242. долази до велике најезде Татара. Ови су ратници опустошили Угарску и гонили њиховог краља Белу IV до обале Јадранског мора. Дио Татара је наставио продор дуж обале Јадрана и прешао границу рашке краљевине, у области кнежевине Зете. Опустошили су утврђени град Котор, али бедеме града Улциња нису успели савладати. Устремили су се на сусједни, епископски град Свач (Шас) између Јадранског мора и Скадарског језера, разоривши га и убивши већину становника. Уништили су Град Дриваст, а вероватно и Сапу, на реци Дриму, јужно од Скадра. Преко рашке области краљевине Србије, Татари су се затим вратили у пределе сјеверно од Црног мора.
Фебруара 1331. године, у Зети долази до сукоба краља Стефана Дечанског и његовог сина Душана, на чијој су страни били зетски великаши. Српски краљ је са војском упао у Зету и опустошио Душанову област, као и његов „двор“ који се налазио близу града Скадра, на обали Дримца. Млади краљ је са зетском властелом побегао на другу страну Дрима, тражећи помоћ, савјете и подршку Дубровчана. Овај догађај је изазвао нереде и несигурност у читавој краљевини, што се нарочито одразило на трговину. Након што су Дубровчани успјешно посредовали у измирењу оца и сина, у мају 1331. године, у земљи је завладао мир. Биограф Стефана Дечанског говори о измирењу и повратку старог краља „у своју државу“. Међутим, по биографу, краљ је наставио да мрзи сина, што ће опет довести до сукоба, док се Душан представља у позитивном свјетлу, покушавајући смјерно да умилостиви оца. Претпоставља се, да је Душан основано страховао да ће пријесто наследити његов полубрат Симеон (Синиша) од друге краљеве жене Марије. У вези са тим се поставља питање: да ли је биографија писана касније, за владавине и под утицајем краља Душана, обзиром да је неодређена и једнострана. Неповјерљив према оцу, Душан је своју властелу у Зети позвао да пођу „у стране народе, да не погинемо превременом смрћу“. Зетски властелини су одлучно одбили овај Душанов предлог, не желећи напустити своја имања и породице. Успјели су убиједити престолонасљедника да се супротставе краљу. Са малобројном војском својих присталица, претежно Зећана, Душан успјева изненадити оца, опколивши га у дворцу Неродимљи. Након бјекства, Стефан Дечански, снова је опкољен у Петричу, и присиљен на предају. Након два мјесеца тамновања у Звечану, српски краљ Стефан Дечански изгубио је живот под нејасним околностима. Владар несрећне судбине, сахрањен је у манастиру Дечани, четири године по својој смрти, након што је грађевина завршена. Већ 22. септембра 1331. године, у дворцу Сврчину, Душан је крунисан за краља Србије, као Стефан Душан.
Нови краљ у Зети није поставио младог краља, као управника, обзиром да још није имао дјеце. Године 1332. забиљежена је у Зети побуна војводе Богоја и арбанашког властелина Димитрија Суме, који су били незадовољни, што од краља нису били награђени онако како су очекивали. Побуњеници су наносили штете млетачким и дубровачким трговцима, али нема података о томе како је ова побуна угушена. Барски надбискуп Гијом Адам, у једном спису предочава француском краљу да се „краљевство Рашке“ може освојити са 1000 коњаника и 5000 до 6000 пјешака, уз помоћ угњетених становника у градовима. Међутим, то је била погрешна процјена. Зетска властела, било Срби, Арбанаси или Латини, ни у једној борби коју су рашки краљеви водили са спољним непријатељем, нису окренули леђа својим владарима. То се показало тачним и касније, у многим биткама које је водио краљ и цар Душан. Стефан Душан влада као краљ Рашке од 1331. до 1345. године. Са царском титулом владао је од 1345. до 1355. године. Године 1349. донесен је Закон Благовјерного Цара Душана (Душанов Законик) а допуњен је 1354. године. Душанов успон показује како је Зета у XIV веку добила значајнију улогу у држави, захваљујући снажној властели, трговини и значајним изворима прихода од градова и тргова. Након смрти српског цара Стефана Душана (1355) долази до јачања обласних великаша међу којима се на подручју Зете истичу Балшићи, који су за вријеме владавине цара Уроша (1355-1371) постали обласни господари Зете, стекавши након цареве смрти пуну самосталност, чиме је означен почетак новог раздобља у историји Зете.
У периоду распада Душановог царства дошло је до осамостаљивања феудалаца у Зети, како се све чешће називала Дукља. Око 1360. године, у документима који су настали из цареве канцеларије, помиње се власт Балшића. Њихова власт обухвата простор између Скадарског језера и мора са Баром и Скадром.
Зета у доба Балшића је историографски назив за српску средњовековну област Зете у доба владавине великашке династије Балшића, од око 1360. до 1421. године. Током тог раздобља, Зета је обухватала средишње и јужне делове данашње Црне Горе и северне делове данашње Албаније, а привремено се ширила и на неке друге области у непосредном суседству. Након изумирања владарског рода Балшића (1421), Зета је постала део Српске деспотовине. После Балшића, као најзначајнија властеоска породица, издвојили су се Црнојевићи.
Зета у доба Црнојевића је историографски назив за српску средњовековну област Зете у доба владавине династије Црнојевића, од око 1451. до 1496. године. Током тог раздобља, Зета је обухватала средишње и јужне делове данашње Црне Горе, са Жабљаком и Цетињем као главним градовима. Настала је након повлачења Српске деспотовине са тог подручја у раздобљу од 1451. до 1456. године, а постојала је све до 1496. године, када потпада под власт Османског царства.
Током овог раздобља, за подручје Горње Зете почиње се користити и назив Црна Гора. На овај период се непосредно надовезује рано раздобље турске власти, од 1496. до око 1530. године, током кога су значајну улогу на том простору имали последњи представници породице Црнојевића, Стефан II Црнојевић и црногорски санџакбег Скендер Црнојевић. Они су потомци кефалије Илије из доба краља Милутина, а владали су као властела брдовитом облашћу изнад Боке которске и Будве, која је у време Османског царства махом обухваћена Катунском нахијом. Последњи господар Зете је био Ђурађ Црнојевић. Он је 1496. напустио Зету и упутио се, са породицом и пратњом, у Венецију. Тако је и посљедња област српске средњовијековне државе пала под власт Османског царства. Ђурађ је био значајан и по културној дјелатности. Он је у Зети отворио прву српску и словенску штампарију на Балкану, из које је јануара 1494. године изашао Октоих првогласник, а затим Псалтир са последовањем, Октоих петогласник, Требник и Цвјетни триод.

### Од 1496. до 1697. године
По успостављању власти, Османлије су завеле у Црној Гори порезе и спахијске дажбине као и у осталим дијеловима царства. Раја је плаћала ушур (десетину), харач, испенџе и друге дажбине тзв. бадухаве. Уведена су два тимара за двојицу спахија и тимар, који се састојао од једног села, за кадију. Поред двојице спахија, који су добили и монопол на трговину вином, постојало је 53 муселима чија је имовина у потпуности ослобођена сваког пореза и дажбина. Сви муселими су били Срби, а и за спахије се чини да су били домаћи људи. После пада, Срби су били изложени разним прогонима, ратним злочинима, угњетавању и геноциду од стране муслимана, укључујући и злогласни систем "Данка у крви", присилне асимилације(исламизације), разне шеријатске неједнакости, укључујући присилни рад, џизју, оштро опорезивање и ропство.
Отпор становништва османској власти, поред покушаја војних акција у сарадњи са Млечанима за време Млетачко-турског рата (1499—1503), је био уочљив и у покушајима да се избјегне плаћање харача. Неплаћање харача с једне стране и специфичност терена са друге, као и сточарско занимање већине становништва навели су султана да донесе одлуку о издвајању Црне Горе у посебан санџак и додјељивању посебног статуса филурџија-слободних сељака сточара за њено становништво. Први санџак-бег је био Скендер-бег (Станиша), трећи син Ивана Црнојевића, који је у Црну Гору стигао 1514. године. Нови статус становништва донио је другачији порез, они су сада од куће и баштине плаћали филурију, која је износила 55 акчи. Од тога је 33 припадало султану, 20 спахији, а две акче сакупљачу пореза. Пошто спахија није било, приход који је требало да се исплаћује њима, уступан је санџак-бегу. Скендер-бег је остао на челу Црногорског санџака до 1528. године. Тада је Црна Гора као посебна област ушла у састав Скадарског санџака.
У Млецима је 1536. године Молитвослов штампао јерођакон Мојсије, како се потписао, јеродиакон моиси от србские земли, отчеством же от мјеста нарицаемаго будимли. Павле Ровински наводи да је то у Будимља у Васојевићима, код Берана. Исти јерођакон у штаманом Сборнику детљније наводи свој родни крај, па наводи Будимље близу манастира Шудикова.

### Од 1697. до 1852. године
Значајна прекретница у историји српског народа у Црној Гори означена је избором владике Данила Петровића Његоша (1697), чиме је започело ново раздобље током кога су Црном Гором управљале српске православне владике из куће Петровића Његоша. Захваљујући специфичним историјским околностима и својим личним способностима, владике су поред свог црквеног старешинства стекле и положај народних поглавара. Ово раздобље је трајало до успостављања свјетовне власти и стварања Књажевине Црне Горе (1852).
Постепено изграђивање Црне Горе као политичког ентитета у раздобљу од краја 17. до средине 19. вијека остварено је првенствено захваљујући кључном доприносу Цетињске митрополије, која је представљала главни стожер окупљања духовних и народних првака. Захваљујући великом угледу, цетињски митрополити су током овог раздобља успели да окупе разједињене и завађене племенске главаре. У исто време, постављени су темељи за изградњу средишње земаљске управе у Црној Гори. Тиме је створен специфичан облик политичке власти, у коме се на челу земаљске управе налазило свештено лице, што се у политичкој теорији означава као хијерократија.
Током овог раздобља, цетињски митрополити из куће Петровића Његоша су (као и њихови претходници) припадали јерархији Српске патријаршије, све до њеног укидања 1766. године, након чега су наставили да одржавају везе са преосталим дијелом српске јерархије, у тадашњој Карловачкој митрополији.
За вријеме владавине Петра I Петровића Његоша (1784-1830), отпочео је процес обједињавања првобитне Црне Горе и сусједних Брда, усљед чега ради равноправног истицања обије области почео употребљавати и двојни земаљски назив: Црна Гора и Брда. Црну Гору је напао скадарски везир Махмуд-паша Бушатлија, који је тврдио да му је Станиша (Скендер-бег) Црнојевић предак. Бушатлија је продро до Цетиња гдје је спалио Цетињски манастир. Када се Петар I вратио, одазвао се позиву Аустрије и Русије да Црногорци учествују у рату против Османлија. Да не би била предухитрена, Порта је сама 13. августа 1787. објавила рат Русији, у који је, као руски савезник, после шест мјесеци, требало да уђе и Аустрија. Аустрија и Русија су 1791. и 1792. окончале рат са Османским царством, па је Црна Гора била суочена са старим непријатељем - Махмут-пашом Бушатлијом. Уз то што је имао бројну и организовану војску, Махмут-паша је новцем и пријетњама ширио неслогу, како међу племенима у Црногорским Брдима, тако и у дијелу слободне Црне Горе. У критичним моментима, уочи османског напада, Петар је окупио Црногорце и Брђане и на Црногорском збору је изгласана, написана и потписана Стега црногорска и брдска (заклетва). Током 1796. године извојеване су двије велике побједе: Битка код Мартинића (1796) и Битка на Крусима. У овој другој бици 3. октобра 1796. године 30.000 османских војника под вођством Махмуд-паше Бушатлије и седам француских официра је побијеђено од стране 6.000 војника. Сам Махмуд-паша Бушатлија је погинуо у боју, а глава му је, као симбол побједе, за освету одсјечена и донесена у Цетињски манастир који је био спалио деценију раније. Црној Гори и Брдима су се придружили Бјелопавлићи и Пипери. Под митрополитом Петром Црна Гора добила је први писани закон 1798, који је проширила Народна скупштина на Цетињу 1803. године. Њиме је установљен суд, који се звао „Правитељство суда црногорског и брдског“. Доситеј Обрадовић је писао владици Петру 1805. године, који је био архиђакон при његовом рукоположењу у Стањевићима, кад је чуо да је владика сишао у Боку, како би добро било, да у ком лепом крају Србије подигне једну вишу школу са малом штампаријом. А тај крај Србије је био у Боки, изнад Будве (раније се и Будва рачунала у Боку).  Лазар Томановић је у књизи Г. Руварац и Моненегрина записао да је Лукијан Мушицки 1821. године штампао оду Петру Првом у којој поред осталога пише: идјеже јест независност остала древнаја сербска царства… Черногорских Сербов… То је писано након што је митрополит Петар својом војском запосјео Боку и у Савини благословио савезничко оружје руско-црногорско, против Наполеона.
За вријеме владавине Петра II Петровића Његоша (1833-1851), једног од највећих српских пјесника, настављен је процес државног обједињавања (старе) Црне Горе и сусједних Брда. Пошто је сузбио дјелатност унутрашњих противника, сконцентрисао се на отклањање племенских подјела и успостављање савремене државне управе. Увео је редовне порезе (1837) што се показало врло непопуларним међу црногорским и брдским племенима и због тога је током његове владавине избило неколико буна. Његошева владавина је такође обиљежена сталним политичким и војним сукобом са Османским царством и његовим покушајима да прошири територију Црне Горе уз добијање безусловног признања од Високе порте. Залагао се за ослобођење и уједињење свих Срба и био је спреман да се одрекне својих световних власти зарад уједињења са ужом Србијом. Његош је поштован као пјесник и философ, а најпознатији је по својој епској поеми „Горски вијенац“, која се сматра за ремек-дјело српске књижевности. Друга његова важна дјела су „Луча микрокозма“, „Огледало српско“ и „Лажни цар Шћепан Мали“. Његош је сахрањен у малој капели на Ловћену, коју су срушили Аустроугари у Првом свјетском рату. Његови остаци су премјештени у Цетињски манастир, а потом у капелу обновљену 1925. године. Капела је срушена 1974. године од стране комунистичке власти и замијењена Мештровићевим маузолејом.
Његош је био и вјерски и световни поглавар српског народа у Црној Гори, у којој је била јака национална свијест и патријархални морал, али у којој је владала домаћа анархија, племенска суревњивост и крвна освета. Кад је дошао на власт, он је одмах почео да уводи ред и модернизује друштво и државу. Подизао је школе, оснивао судове, правио путеве, узимао поступно сву власт у своје руке и увео порез. У једној културно заосталој средини то је ишло тешко и то је морало бољети овог великога родољуба, који је свом душом био предан народу. „Ја сам владар међу варварима, а варварин међу владарима“, писао је он. Један документ из архиве у Трсту говори о томе да је владика ди Монтенегро приведен и саслушан због продаје скупоценог накита. То је било сушне 1847, када је за куповину жита продао одликовање добијено од Метерниха. На нивоу Митрополије црногорско-приморске, 19. мај је установљен као датум празновања Његоша као светитеља. На својој првој икони, која је 19. маја 2013. унијета у Цетињски манастир, Његош је представљен у архијерејским одеждама. У десној руци он држи ловћенску цркву Светог Петра Цетињског, а у лијевој свитак са стиховима из „Луче микрокозме“. Стихови на првој икони Његоша посвећени су васкрснућу Христа, а налазе се на самом крају „Луче“.

### Од 1852. до 1918. године
Црногорску државност су створили и одбранили Срби као народ у Црној Гори. Срби су имали више владара у модерној историји Црне Горе, односно сви владари Црне Горе, до доласка Комуниста на власт, односно референдума 2006. године били су етнички Срби.
Данило Петровић се 1852. оженио и одбацио своју духовну титулу, с пристанком рускога цара Николе I, и преузео титулу књаза и претворио своју земљу у секуларну књажевину. То стварање свјетовне кнежевине од Црне Горе довело је до рата с Турцима 1852–53, из кога је Црна Гора изишла без тежих посљедица, интервенцијом Аустрије и Русије. Године 1855, на иницијативу кнеза Данила донесен је „Законик Данила I, господара Црне Горе и Брда“ касније познат као „Данилов законик“, којим је књаз наставио реформе у земљи. Најзначајније одредбе су оне које се односе на уставноправна питања- на положај човјека и грађанина, на положај књаза као врховног господара, на права и положај судова, обавезе грађана у одбрани отаџбине... Овај законик је имао 95 чланова.
Кад је Турска, на Париском конгресу, дала изјаву, да Црну Гору сматра за саставни дио свога подручја, довело је то до нових сукоба. Кнез Данило предузео је дипломатску акцију, да изради признање црногорске независности, а кад то није донијело жељеног резултата, он је кренуо и устаничку акцију по сусједним областима. Године 1857. избио је устанак Луке Вукаловића. Да пресијече опасне нити и посједне Грахово као легло одметника и спорно мјесто, кренула је турска војска, крајем априла 1858, на границу. Дошло је до велике борбе на Граховцу 1. маја 1858, у којој су Турци страховито поражени. Иза тога дошло је одмах посредовање Француске и других великих сила, које су извеле разграничење Црне Горе и тим признале њену државну егзистенцију. У Котору је 1. августа 1860. кнез Данило убијен.
Након убиства књаза Данила 1860, на престо је дошао његов братић, син војводе Мирка, Никола Петровић 14. августа 1860. Везе његовог стрица с херцеговачким устаницима биле су настављене и развијане још више помоћу италијанских и мађарских револуционара. Током 1861. и 1862, Никола је водио неуспешан рат против Турске, а Црна Гора је уз велике муке сачувала своју независност. Књаз Никола је водио много успешнији рат од 1875. за вријеме новог великог херцеговачког устанка, делимично покренутог уз његову помоћ, и рата, који је Црна Гора повела против Турске, у савезу са Србијом. 1876–78 (Вучији До, Фундина). Код ликвидације тог рата, Берлинским Конгресом, Црна Гора је добила признање потпуне независности, проширење својих граница на истоку (читав подгорички крај), на сјеверу (цијелу никшићку област) и домало излазак на море (Бар и Улцињ). Тај успјех дигао је углед Црне Горе. Односи између Србије и Црне Горе нису били добри због супарништва њихових династија. Савез између кнежевине Црне Горе и Србије је био склопљен 1886. и кнез Никола је био спреман да се одрекне пријестоља у корист кнеза Михаила, свога кума. Послије тога везе хладне. У унутрашњој политици кнез Никола је био превише својевољан и нетрпељив и отуђио је од себе велики дио својих сарадника и готово сву народну интелигенцију. Давање Устава 1905. није много поправило узајамно неповјерење. У драстичним обрачунима политичких противника режим најчешће није бирао средства, али ни опозиција. Кулминацију таквог стања представљају Бомбашка и Васојевићка афера, чије ће се посљедице у политичком животу Црне Горе осјећати и касније. Бомбашка афера 1907. и Васојевићка афера 1909. свој епилог су добиле на судским процесима у Цетињу и Колашину, на којима су противници режима осуђени на дугогодишње затворске казне. На судском процесу у Колашину осуђени на смрт који су били у рукама власти су и стријељани. Иако постоје поједине узрочно-посљедичне везе између Бомбашке и Васојевићке афере, то су два одвојена историјска догађаја који немају подударности, осим општег политичког контекста. У спољној политици се десила Анексиона криза (1908–1909). Краљевина Црна Гора у новом веку проглашена је 1910. године, на педесетогодишњицу владавине књаза Николе.
Краљевина Црна Гора је историјски период у историји Црне Горе од 1910. до 1918. године, настала је из Књажевине Црне Горе. Једини краљ је био Никола Петровић. Црна гора је, 26. септембра 1912. године, објавила рат Османлијском царству. Ратна дејства против Османлијског царства започела су истог дана кад је објављена прокламација о објави рата. Ујутро, 26. септембра, са брда Горице, Краљев син Петар испалио је први топовски метак према турском утврђењу. Овом чину присуствовао је и Краљ Никола. Усљедио је напад Зетског одреда на утврђење око Тузи, и њихово освајање. Пут црногорској војсци према Скадру био је отворен. Крајем октобра 1912. године започела је опсада града. Готово у исто вријеме и Приморски одред је из рејона Бара кренуо према Тарабошу и Бојани. Након заузимања Османлијских утврђења одред је посљедних дана октобра опсјео Скадар и заузео Љеш и Медову.
Док су трајале операције Зетског и Приморског одреда за опкољавање Скадра, Источни одред је кренуо према Полимљу и Метохији. За нешто мање од тридесет дана од 26. септембра до 22. октобра Црногорска војска заузела је Мојковац, Беране, Бијело Поље, Рожаје, Пљевља, Плав, Гусиње, Пећ и Ђаковицу. До краја октобра (почетка новембра по новом календар) у сви новоослобођеним крајевима успостављена је црногорска власт. Након завршетка операција већи дио Источног одреда пребачен је у Скадар. Фебруара 1913. године, црногорској војсци су се у напад на Скадар, прикључиле и србијанске трупе. Садејство србијанске и црногорске војске трајало је до почетка априла. Чим су велике силе одлучиле да Скадар мора припасти припасти новоформираној држави Албанији, србијанске трупе су напустиле опсаду. Тада црногорска војска, упркос опомени Аустроугарске и Русије, започиње општи напад на град. Након жестоке борбе, црногорска војска је, априла 1913. године, успјела да га заузме. Јуриш на добро утврђен град, коштао је црногорску војску 2000 људи. Након заузимања Скадра, притисак великих сила, Аустроугарске, постао је још јачи, а захтјев да се црногорска војска повуче добио је значење ултиматума. Да би црногорску војску приморала на повлачење Аустроугарска је затворила границу према Црној Гори и запријетила да ће заузети Бар. У оваквој ситуације Црна Гора је крајем априла морала донијети одлуку о напуштању Скадра. Убрзо након тога, у Лондону је 30. маја 1913. Потписан уговор о миру, којим је окончан рат балканских савезница против Османлијског царства. Одлукама овог мировног уговора царство се након пет вијекова повукло са Балкана.
Током Првог свјетског рата (1914—1918), српски народ у Црној Гори је поднио велике људске жртве. Процјењује се да је изгубила више од 20000 становника. Одбраном положаја у долини Таре код Мојковца, црногорска војска је спрјечавала да аустроугарске трупе продру ка Матешеву и пресијеку пут којим се србијанска војска повлачила према Подгорици. Уколико би овладала путем за Подгорицу, непријатељска војска добила би могућност да настави према Скадру и Драчу, гдје је већ била главнина српских снага и гдје се од почетка децембра 1915. налазила српска влада и врховна команда. У другој половини децембра, преко Црне Горе повлачиле су се посљедње јединице српске војске. већ 5. јануара 1916. године операција повлачења преко Црне горе била је завршена и око 90000 српских војника налазило се на простору Скадра, Драча и Тиране. Аустроугарска офанзива на Црну Гору доживјела је врхунац јануара 1916. године. Циљ операције био је да се потпуно уништи црногорска војска. Аустроугарске снаге имале су око 150000 војника, док је црногорска одбрана располагала са 38000 војника. Дошло је. 6. јануара, до напада јаких аустроугарских снага на сектору Мојковац-Левер Тара, чиме је почео и сукоб који је у историографији познат као Мојковчка битка. Црногорска војска имала је на овом сектору око 4000 војника вођена је на позицији Бојна Њива-Разршије. Непријатељ је жељео да пробије црногорске линије и настави према Колашину и Подгорици. Наредног дана, 7. јануара, црногорске јединице су успјеле да потисну непријатеља од положаја на Бојној Њиви и Развршју. У сљедећа три дана, аустроугарске трупе су покушале да изврше противнапад, али ни у другом покушају нису успјеле. Тиме је спријечена њихова намјера да продру у средиште Црне Горе. Несумњиво, Мојковачка битка била је најтежа црногорска битка у Првом свјетском рату и њена највећа тактичка побједа. У исто вријеме, започиње и аустроугарска офанзива на Херцеговачком и Ловћенском фронту. Након тога, црногорске трупе повукле су се у рејон Трубјеле, недалеко од Никшића и на простор Горанск, недалеко од Плужина. Након извесног времена, принц Мирко и преостали чланови Владе и генерали потписују капитулацију 1916. године, разоружавају Војску и допуштају Аустроугарској да успостави своју администрацију. Распуштени војници или иду кућама, или одлазе у комите(четнике), или напуштају земљу бежећи у иностранство, или преживљавају Голготу и придружују се српској војсци на Солунском фронту. Аустроугарска власт је тада у школама умјесто ћирилице увела латинично писмо.
Стари краљ Никола је почетком 1916. године прешао у Италију, а затим у Француску. Капитулација Црне Горе коју је извео кнез Мирко, краљев син, са члановима владе, удаљила је Црну Гору од Антанте. Црна Гора се налазила под аустроугарском окупацијом наредне две године, а за то вријеме је усвојена Крфска декларација (1917) без црногорског потписника. Црногорски прваци који су успјели емигрирати у савезничке земље, развили су акцију за уједињење Србије и Црне Горе. У Паризу је 1917. године основан Црногорски одбор за народно уједињење, под предсједништвом Андрије Радовића, бившег предсједника црногорске владе. Одбор је почео оснивати пододборе у свима мјестима и земљама, у којима је било Црногораца, и покренуо је недјељни лист Уједињење, који је, доказујући користи и предности српског уједињења у једну државу, откривао и осуђивао акцију бившег краља Николе и његових доглавника. Лист Уједињење, који је успио да се прошири међу Црногорцима у Америци и да се протури у окупирану Црну Гору, излазио је у прво вријеме у Женеви, затим је пренијет у Париз, гдје је излазио до завршетка рата.

### Прва Југославија (1918—1941)
Након пробоја Солунског фронта, савезничка војска је крајем октобра и почетком новембра 1918. године протерала аустроугарску војску са подручја Црне Горе. У новонасталим околностима, пред српски народ у Црној Гори поставило се питање о уређењу привремене власти и будућем државном статусу. Присталице уједињења са Краљевином Србијом су искористиле присуство србијанске војске за преузимање политичке иницијативе у циљу стварања нових органа власти. У намери да заобиђу краља Николу и његову избегличку владу, прваци покрета за уједињење су расписали и спровели изборе за Велику народну скупштину, која је састала 26. новембра 1918. године у Подгорици. Одлуком Подгоричке скупштине, проглашено је свргавање краља Николе и династије Петровића-Његоша. Такође је прокламовано и уједињење Бока которске са Црном Гором. Најзначајнија одлука Подгоричке скупштине односила се на уједињење Црне Горе и Бока которске са Краљевином Србијом, под династијом Карађорђевића. Недуго потом, у Београду је 1. децембра 1918. године проглашено стварање Краљевине Срба, Хрвата и Словенаца, чиме је процес уједињења добио шире оквире.
Иако се нису противили народном јединству, стари краљ Никола и његова влада нису одобравали начин на који је уједињење извршено, те су стога одбили да признају тај чин, чиме је то питање добило додатне политичке димензије. Присталице краља Николе (зеленаши) су уз помоћ Италије покушале да оспоре новонастало стање путем подстицања незадовољства и изазивања немира, што је почетком 1919. године довело до избијања Божићне побуне која је убрзо угушена, али је оставила тешке политичке посљедице. Краљ Никола се исте године обратио Париској мировној конференцији са захтјевом да се поврати државна независност Црне Горе, али његова молба је била одбијена. Умро је 1921. године у Антибу у Француској, непомирен са новонасталим стањем. Недуго потом, зеленаши су 1924. године прихватили амнестију од краља Александра.
Након уједињења, избија Божићна побуна присталица Зеленаша, а против безусловног припајања Црне Горе Србији, наиме жељели су заштити регална права династије Петровић-Његош. Присталице безусловног уједињења (бјелаши) уз помоћ савезника гуше ову побуну. Оружане борбе црногорских комита настављају да трају све до 1924. године када они прихватају амнестију краља Александра. Краљ Никола шаље Париској конференцији захтјев да се поврати независност Црне Горе, али његова молба бива одбијена. Краљ Никола је умро 1921. године у Антибу, у егзилу. Послије уједињења, територија данашње Црне Горе је постала Зетска област у оквиру КСХС.
Зетска област је била једна од 33 области у Краљевини СХС. Налазила се на подручју данашње Црне Горе, делова Косова и Метохије, Босне и Херцеговине. Настала је 1922 каде је Краљевина Југославија подељена на области. Средиште области се на лазило у Цетињу.
Зетска бановина је била бановина (покрајина, регија) у Краљевини Југославији од 1929. до 1941. године. Ова бановина је обухватала територије које је Краљевина Црне Горе 1918. г унела у састав Краљевине Србије пре формирања Краљевине СХС, као и територију Дубровачке републике и Боке, али и залеђа Дубровника у Херцеговини (Невесиње, Требиње, Гацко, све до Фоче на сјевер) као и Косово и Метохију све до Косовске Митровице, Србице и Ораховца на истоку, већи део Рашке области (Новопазарског санџака) коју је ослободила Србија у рату 1912. године као и вароши Рашку и Ушће. Добила је име по реци Зети, чији је слив у Средишту ове административне области, а које је било у употреби и у средњем вијеку и односило се на просторе данашњу Црну Гору. Административно средиште Зетске бановине је било Цетиње.
Краљ Александар је убијен 1934. године, што је довело до краја диктатуре. Током 1939. године, суочена са убиствима, корупцијским скандалима, насиљем и неуспехом централизоване политике, српско руководство сложило се са компромисом са Хрватима. Бановине су касније, 1939. године, еволуирале у коначни приједлог за подјелу заједничке државе на три дијела или три бановине, једну словеначку бановину, једну хрватску и једну српску, од којих је свака обухватила већину етничког простора сваке етничке групе. Сва територије данашње Црне Горе требало је да буде дио Бановине Србије, јер је већина територије Црне Горе била насељена већином српским становништвом, а Срби су чинили укупну већину. Дана 24. августа 1939. године предсједник Хрватске сељачке странке Влатко Мачек и Драгиша Цветковић склопили су споразум (споразум Цветковић-Мачек) према којем је Бановина Хрватска створена уз многе и велике уступке на српској страни. Срби у Западној Херцеговини, дијелу Босне, Далмацији, Славонији, дијелу Срема, Српској Крајини, Дубровнику и Посавини налазили су се у хрватском ентитету унутар Југославије, док практично ниједан Хрват није остао у српском федералном ентитету 1939. године. Територија Црне Горе је, послије споразума Цветковић-Мачек, спадала у Зетску бановину.
Године 1939, када је формирањем Бановине Хрватске Влада Југославије на челу с Кнезом Павлом испуњавала великохрватске жеље зарад мира у Држави и од Зетске бановине одвајају западни дијелови (Конавли, Пељешац, српски Дубровник итд.) без неких оправданих аргумената, и припајају новоформираној Бановини Хрватској. С обзиром да је у том дијелу од Пељешца, укључујући и Дубровник до, Бока которске само забиљежено присуство Хрвата, али не и њихова већина да би се оправдала таква граница. Уосталом и логичније је да Дубровчани своје административне потребе обављају на Цетињу (удаљеном 100 км), него у Загребу (400 km ваздушном линијом, односно 600 km путем). С обзиром на кратко трајање и карактер бановина као административних области, овој промјени границе није дата битна историјска важност.

### Други свјетски рат (1941—1945)
Након увлачења Краљевине Југославије у Други свјетски рат (1941), српски народ се на просторима Црне Горе нашао пред тешким историјским искушењима. Послије пада Југославије под окупацију Сила осовине, територија данашње Црне Горе је одвојена од остатка окупиране Србије и проглашена је марионетска држава Црна Гора под италијанском окупацијом. Такозвана Независна Држава Црна Гора или Краљевина Црна Гора била је марионетска држава за вријеме Другог свјетског рата под протекторатом једне од сила Осовине, Краљевине Италије (1941—1943), и касније Њемачке (1943—1944). Главни град је био Цетиње. Политика Италије према Црној Гори од почетка окупације 1941. је била обиљежена дилемом да ли анектирати ову територију, као што је то урађено са Далмацијом и дијеловима Словеније, или уз помоћ домаћих снага „старих патриота“, обновити њену фиктивну независност у оквиру „Римског царства“. Разматрана су разна династичка и персонална решења. Црногорска круна је понуђена принцу Михаилу Петровићу-Његошу, који је понуду одбио, не жељећи да учествује у том антисрпском пројекту. Међутим, усљед одбијања принца Михаила да прихвати понуђену круну, поменути планови су морали бити напуштени ради проналажења нових, остваривих и спроводивих политичких рјешења.
Недуго потом, дошло је до значајног међународног преокрета који је знатно утицао и на унутрашње прилике у окупираној Црној Гори. Немачка је 22. јуна извршила напад на СССР, што је поробљеним народима Европе улило наду у ратни преокрет и пораз Немачке и њених савезника. На Петровданској скупштини, која је одржана 12. јула, 1941. године на Цетињу, Секула Дрљевић је инаугурисан као будући црногорски премијер, али је већ сутрадан избио Тринаестојулски устанак који је организовала КПЈ. Догађај који је био непосредан повод за устанак је био Петровданска скупштина на којем је усвојена одлука о обнови Краљевине Црне Горе на челу са италијанским регентом и под контролом црногорског сепаратисте Секуле Дрљевића и његових присталица, познатих под именом зеленаши. Међу устаницима је био велики број српских националиста, познатих под именом бјелаши, који су раније заступали тјешње везе са Србијом, и бивши официри југословенске војске, међу којима су неки тек били пуштени из логора за ратне заробљенике. Официри су командовали одредима, док су политички комесари били из редова комуниста, који су водили организацију устанка. Устаници су преузели контролу над мањим градовима и селима већ у раној фази устанка. Међутим, 67.000 италијанских војника је повратио контролу над градовима у путевима за шест мјесеци, а у томе су им помагале муслиманске и албанске нерегуларне снаге из пограничних крајевима који су штитили бокове Италијанима. Италијански војни гувернер Црне Горе Алесандро Пирцио Бироли је наредио да се угуши устанак, али је својој војсци наредио да се избјегавају акти „освете и бескорисне суровости“. И поред тога, у сламању устанка, на десетине села је спаљено, на стотине особа је убијено и око 10-20.000 Срба-Црногораца је интернирано. Муслиманским и албанским нерегуларцима је на кратко дозвољено да пљачкају и пале села.
У новонасталој ситуацији, између комунистичких вођа устанка и националиста који су учествовали у њему дошло је до раздора. Националисти су сматрали да је устанак угушен и жељели су да се борба заустави, док су партизани били одлучни да се настави са борбом. Током јесени националисти су успоставили контакте са Италијанима и понудили им да им помогну у борби против партизана. Потом су се националисти, међу којима је био и Павле Ђуришић, који је био популаран у свом племену Васојевићи, повукли у брдовиту унутрашњост Црне Горе. Циљ националиста је био да се избјегава провоцирање Италијана, али да се бране планинска села ако буду нападнута. У сјеверној Црној Гори, Брдима и Старој Рашкој постојала је јасна подјела између комуниста и националиста-монархиста. Националисти су имали тјешње везе са Србијом, и непријатељски став према муслиманима. Комунисти су жељели да се настави са борбом и револуцијом, па су се окренули и против својих класних непријатеља. Усташки утицај над муслиманима у Санџаку и прогони Срба из области припојени италијанској марионетској држави Великој Албанији су утицали на националисте да се посвете борби против локалних муслимана и Албанаца. Ипак, устанак против Италијана се смањеном жестином наставио до децембра 1941. године.
Након сламања устанка, у Црној Гори је почетком 1942. избио грађански рат у коме су учествовали партизани и четници на једној страни борећи се против црногорских сепаратиста и окупатора на другој, као и између себе. Како је рат одмицао, сукоб је попримао све већи обим. Између марта и јуна 1942. четници су стекли превласт у Црној Гори, дјелимично захваљујући оружју и опреми који су добили од Италијана по споразуму који је са Италијанима склопио Бајо Станишић, а дијелом и слабљењу партизана, којем су у великој мјери били криви партизански "ексцеси" и ратни злочини, услљед тзв. "лијевих скретања". Италијанима је главни циљ споразумијевања с четницима био да губитке својих трупа сведу на минимум. Стога су много полагали на помоћ четника у Трећој непријатељској офанзиви за избацивање партизана из Црне Горе и источне Херцеговине у прољеће 1942. Ђукановић је као вођа црногорских четника 24. јула 1942. потписао споразум са представником италијанске војске Алесандром Пирцио Биролијем. По том споразуму, црногорски четници су легализовани, обавезали су се да ће помагати Италијанима у борби против партизана, а заузврат ће добијати оружје, муницију и плате. Црна Гора је подијељена на три зоне које су обезбјеђивале четничке јединице Баје Станишића и Павла Ђуришића, као и Ловћенска бригада зеленаша Крстa Зрнова Поповића.
Овај споразум је Ђукановића начинио фактичким вођом Црне Горе и он је то место задржао до смрти. Независној Држави Црној Гори је прикључен и највећи дио Санџака, иако је она у тим границама постојала само на папиру, и само мали дио њене територије је контролисала тадашња квислиншка власт. Бока которска (млетачки Катаро) бива прикључена (анексирана) Италији све до септембра 1943. године. Унутар Црне Горе, веома активан је био Црногорски добровољачки корпус под командом Павла Ђуришића. Од октобра 1943, Дрљевић је отишао у егзил. У НДХ формира Црногорско државно вијеће 1944. године, које је функционисало као влада у егзилу. Крајем септембра 1943, након капитулације Италије, НДХ је формално прогласила анексију бившег италијанског „Протектората Црна Гора“ и италијанске „Провинције Катаро (Бока которска)“, али ово није признато од стране Њемачке. Цјелокупна Црна Гора је остала под контролом њемачке врховне команде. "Црногорска народна војска" је касније формирана под притиском Анте Павелића и Дрљевића од остатака четничких јединица Павла Ђуришића. Децембра 1944. године њемачке трупе су напустиле Црну Гору и тада партизани улазе у њу, прекидајући постојање Независне Државе Црне Горе. У периоду од 1941. до 1944. године окупатори и домаћи квислинзи су убили десетине хиљада невиних цивила.
Као један од главних почетака расрбљавања српске Црне Горе, свакако представљају многобројни комунистички ратни злочини над Србима у ЦГ, односно тзв. „лијева скретања”, како су ти злочини описани од стране КПЈ. Лијева скретања је термин која је Комунистичка партија Југославије користила да опише радикалне политике и стратегије које су спроводили у партији и партизанским јединицама током Другог свјетског рата углавном у Црној Гори, Херцеговини и ужој Србији, и у мањем обиму у Хрватској и Словенији. У тим областима је крајем 1941. и почетком 1942. дошло до масовних убистава, мотивисаних партизанским страховима од тзв. "пете колоне" и класном борбом. Као резултат тих акција комуниста, многи сељаци из источне Херцеговине и Црне Горе, који нису били никакви колаборационисти или "кулаци" су масовно приступали четницима. КПЈ је осудила акције спроведене у овом периоду и казнила неколико локалних команданата.
Један од важнијих разлога за пораз партизана у Црној Гори и Херцеговини на почетку рата су злочини које су партизани учинили у периоду који је томе претходио. Физичка ликвидација вршена је како стрељањем тако и хладним оружјем, клањем и маљевима. Најпознатија локација на којој су вршени злочини у Црној Гори је свакако Пасје гробље код Колашина где је побијен већи број оних које су комунисти видјели као своје непријатеље. На Бадњи дан 1942. године партизани су у колашинском лугу на десној обали Таре, над тијелима 240 унакажених грађана, разапели лешину пса.
Као командант окупираног Колашина, мајор Јоксимовић је неколико месеци касније присуствовао ископавању жртава „пасјег гробља“. Он је све жртве оквалификовао као невине:
Пред тим језивим призором немо стојимо сви, нарочито родбина. Она не може да препозна лешеве својих милих и драгих, јер су страшно унакажени и без појединих делова тијела. Руке и ноге су им поломљене; зуби повађени грубим клијештима још док су били живи; лобање су им размрскане дрвеним маљевима, чије су ударце чули становници најближих кућа оне свете ноћи уочи Божића. Све у свему, прави пакао на земљи, у који су дотерани и у коме су страдали праведници, Срби православне вјере и национално опредељени. То су били људи из свих друштвених редова, од судије до обичног радника. Њихова је једина „грешка“ била што нису прихватили безбожнички комунизам…
Осим овог злочина познати злочини су почињени на тај начин што су жртве после ликвидације бацане у крашке јаме, па су противници партизане погрдно називали Јамарима. Најпознатије јаме гдје су извршени ови злочини су јама у селу Гриже код Берана, Шахотичка јама код Бијелог поља, Шавничка јама, јама код Ријеке Црнојевића и которска јама код Никшића. Писмом од 14. фебруара 1942. Тито наређује штабу Црногорско-санџачког партизанског одреда, да стреља „све оне који су потпомагали четнике и били наклоњени њима“. Тито, даље, наређује да штаб одреда „рашчисти са лабавим и колебљивим елементима енергично и без милосрђа“, то јест, да се такви стрељају. У Титовом писму, из фебруара 1942. подређеним штабовима, наређено је да се одмах разоружају и стрељају сви они „у које се може посумњати да ће сутра бити наши непријатељи“. Тито је, такође, наредио да се конфискује (одузме) сва имовина „одбеглих четника као и свих петоколонаша и непријатеља и разбијача народне борбе“.

### Друга Југославија (1945—1992)
Након ослобођења земље од страних окупатора у јесен 1944. године, на подручјима Старе Црне Горе, Брда, Старе Херцеговине, Бока которске, Приморја и Горњег Полимља створена је посебна федерална јединица, која је 1946. године озваничена као Народна Република Црна Гора. У исто вријеме, нови комунистички режим је озваничио и посебну црногорску нацију, чиме је постављена основа за организовано спровођење процеса црногоризације у свим областима друштвеног живота. Тиме је уједно означен и почетак организоване десрбизације, која се спровођена силом државне власти. Током првих послератних година, један од најистакнутијих заговорника такве политике био је црногорски комуниста Милован Ђилас, чији су ставови постали окосница званичне партијске и државне политике.
Приликом спровођења нове националне политике, комунистички режим је уобличио тезу о историјском конституисању савремене црногорске нације путем њеног постепеног етнополитичког издвајања из ширег српског националног корпуса, чиме се жељела створити идеолошка основа за трансформацију националног идентитета црногорских Срба. Ради што успјешнијег спровођења нове националне политике, комунистички режим је у исто вријеме приступио и наменском прекрајању историје српског народа у Црној Гори, што се жељело остварити путем конструисања посебне "црногорске националне историје", а тај сложени задатак је повјерен историчару Јагошу Јовановићу, који је 1947. године објавио обимно дело под насловом: Стварање црногорске државе и развој црногорске националности: Историја Црне Горе од почетка VIII вијека до 1918. године. Појавом овог дјела, које је било наручено од стране партијског и државног апарата, постављена је основа за убрзану десрбизацију и црногоризацију цјелокупне регионалне историје.
Форсирани процеси десрбизације и црногоризације, који су у раздобљу између 1944. и 1948. године захватили све области друштвеног живота, досегли су врхунац у вријеме првог посљератног пописа становништва, који је спроведен у марту 1948. године. У склопу пописне кампање, партијски активисти су користили и тезу о "црногорском имену и српском презимену", која је злоупотребљена са циљем да се народ наведе на званично изјашњавање у смислу примарне црногорске националне припадности, чиме је српски идентитет био потиснут у други план. Комбинацијом манипулације и принуде, режим је успио да оствари своје унапред зацртане циљеве. Званични резултати пописа приказивали су тадашњу Црну Гору као етнички најхомогенију федералну јединицу, са преко 90% етничких Црногораца у односу на укупан број становника, што је изазвало невјерицу у стручној и осталој јавности, а додатну сумњу у исправност званичних података побудиле су вијести да је цјелокупан пописни материјал недуго након "обраде" уништен у погонима за прераду папира. Иако је политика десрбизације и црногоризација била спровођена уз употребу свих средстава, комунистички режим ипак није приступио озваничењу посебног црногорског језика, већ је језичку норму засновао на конструисању општег српскохрватског језика.
Један од највећих симбола довршавања расрбљавања Црногораца је свакако рушење Његошеве капеле на Ловћену. Књаз Данило је 1855. године извршио аманет и пренио стричеве остатке на Ловћен. Невријеме и громови су растрошили капелицу али се кнез Никола послије ратних побједа сјетио да је 1879. године притврди и осигура громобранима. Кад је Аустроугарска у Првом свјетском рату освојила Црну Гору, генерални гувернер фон Вебер наредио је да се Његошеве кости пренесу на Цетиње, што је и учињено 12. августа 1916. године. Ископавање су вршили војници и многе кости су, како наводи владика Гаврило Дожић, због непажње изгубљене. Један аустроугарски војник, Србин, нашао је 3 кошчице непокупљене, узео их, сачувао кроз рат и доставио Цетињу. 23. септембра 1925. године, краљ Александар је извршио свечани пренос Његошевих костију у капелу и мраморни саркофаг, који је наредио да се изгради посебно за ту намјену. На мјесту старе капеле која је срушена 1974. године подигнут је маузолеј. Из Титовог брионског транскрипта, капела се наводно морала срушити јер је ту "Александар вјенчао Црну Гору са Србијом".

### Трећа Југославија (1992—2006)
Након краја комунистичке власти и распада Социјалистичке Федеративне Републике Југославије, званично распуштена 27. априла 1990, Република Србија и под новим именом Република Црна Гора, дана 28. априла 1992. су створиле нову федерацију под називом Савезна Република Југославија која је 4. фебруара 2003. уз сагласност оба дома југословенског парламента узео име Државна заједница Србија и Црна Гора. Црна Гора је учествовала у блокади Дубровника, а такође је и слала добровољце широм ратишта по бившој СР Босни и Херцеговини, и по Републици Српској Крајини. Црногорске паравојне снаге су учествовале у заузимању Конавла, као и биткама за Вуковар, Херцеговину и Митровданској Офанзиви током грађанског рата у бившој СР БиХ и СР Хрватској. Многи Црногорци су такође учествовали у рату на Косову и Метохији 1998-1999.

### Референдум (2006)
Најзначајнији политички догађај у савременој историји српског народа у Црној Гори био је референдум о државном статусу Црне Горе, који је Одржан 21. маја 2006. године. Према званичним резултатима, већина грађана који су изашли на референдум определила се за независност Црне Горе. Од укупно 484,718 грађана са правом гласа, на референдум је изашло 419,236 (86.49%). У прилог независности изјаснило се 230,711 грађана, што је представљало 47,5% у односу на укупно бирачко тијело, односно 55,5% у односу на укупан број важећих гласова.
За легитимност референдумског процеса била је неопходна излазност од преко 50% уписаних бирача, а за доношење одлуке о независности било је потребно да та опција премаши посебну већину од 55% важећих гласова. Коначни обрачун процената вршен је у односу на укупан број важећих гласова, а не у односу на укупан број грађана који су изашли на гласање, пошто су од броја изашлих одбијани неважећи гласови, који нису узимани у обзир приликом коначног обрачуна процената.
Према званичним резултатима, излазност је била веома висока (86.49%), а опција за независност је добила 55,5% важећих гласова, тако да је референдум проглашен успешним, а Црна Гора је 3. јуна проглашена за самосталну и суверену државу. Припрему и спровођење референдума пратиле су бројне контроверзе које су се односиле на права и положај српског народа у Црној Гори. Током спровођења референдумског процеса, дошло је до бројних неправилности, услед којих је легитимитет званично саопштених резултата био доведен у питање, а додатне сумње у регуларност референдума су биле изазване односом Републичке референдумске комисије према бројним приговорима, који су сви до једног сумарно одбијени.

### Након 2006. године
Након проглашења независности Црне Горе (2006), српски народ се суочио са потребом дефинисања свог националног статуса. То питање је добило на важности током 2007. године, у вријеме политичких преговора о доношењу новог устава. Током расправе о предложеним уставним одредбама, српске и просрпске странке у Црној Гори инсистирале су на рјешењима која су подразумевала признавање пуне равноправност српског народа и српског језика у тој држави. На другој страни, режимске и неке друге несрпске странке су под видом залагања за "грађански" концепт покушавале да наметну рјешења која су у пракси фаворизовала црногорски народ и црногорски језик. Иако нису имале неопходну двотрећинску већину, режимске странке су на крају успјеле да озваниче своје ставове, захваљујући преласку опозиционог Покрета за промјене (ПЗП) на страну режима, чиме је била обезбеђена двотрећинска већина за усвајање уставних рјешења којима је српском народу ускраћено признавање конститутивности, док је српском језику одузет дотадашњи статус службеног језика. Такав исход, који је озваничен усвајањем новог Устава Црне Горе од 22. октобра 2007. године, био је потпуно неочекиван за већину српских и просрпских странака, које су дуго вјеровале да ће ПЗП, као странка за коју је гласао и знатан дио српских бирача, истрајати на заједничкој опозиционој платформи, тако да је накнадни прелазак ПЗП на страну режима схваћен не само као непријатељски чин према српском народу, већ и као опомена српским гласачима да убудуће не гласају за странке и коалиције које у својим називима немају српску одредницу.
Након доношења антисрпских уставних рјешења, пред српски народ у Црној Гори поставио се низ статусних питања, која су проистицала из различитих тумачења појединих уставних и законских рјешења. Тим поводом је у српској јавности дошло до подјеле на двије струје, од којих је прва подразумевала наставак борбе за добијање статуса конститутивног народа уз одбијање свих рјешења која су српски народ у Црној Гори сводила на статус националне мањине, док је друга опција такође подразумевала наставак борбе за конститутивност, али уз тактичко прихватање појединих уставних и законских рјешења која су у практичном смислу мога бити корисна за будуће остваривање стратешких националних циљева. Расправе о овим питањима довеле су озбиљних спорова у српској јавности, што је резултирало подјелом на две супротстављене стране. Многе српске политичке организације у Црној Гори изјасниле су се против свих рјешења која су подразумијевала непосредно или посредно прихватање статуса националне мањине, определивши се за наставак борбе за признавање државотворности, односно конститутивности српског народа у Црној Гори. Насупрот томе, други део српске политичке јавности се определио за прагматичан приступ у виду прихватања појединих уставних и законских решења, која су пружала могућност за формирање српских националних, односно мањинских установа у Црној Гори.
Према Закону о мањинским правима и слободама, националним, односно етничким мањинама било је омогућено да по електорском систему самостално бирају своја представничка тијела, те је на основу тога покренут поступак за оснивање посебног савјета који би представљао Србе у Црној Гори. Ова иницијатива је била праћена оштрим споровима и поделама у српској јавности, не само у Црној Гори већ и изван ње, пошто је тај чин у знатном делу јавности био доживљаван као одустајање од борбе за признавање конститутивности српског народа. На другој страни, поборници оснивања српског савјета су указивали на корисност такве установе, пошто је њено оснивање представљало једини начин за приступ буџетским средствима која су била неопходна за финансирање српских националних, културних и других установа и организација у Црној Гори. Упркос знатним тешкоћама, део српских политичких и друштвених организација у Црној Гори успјео је да спроведе поменуту иницијативу, тако да је крајем 2008. године дошло до конституисања првог сазива Српског националног савјета Црне Горе (СНСЦГ).
Током наредних година, рад српских организација и установа у Црној Гори одвијао се у све тежим околностима, усљед организоване десрбизације и форсиране црногоризације, која је од стране режима била спровођена у свим областима друштвеног живота, на шта су се надовезивали и чести сукоби и подјеле унутар саме српске заједнице, што је довело до озбиљних посљедица по остваривање српских националних интереса у Црној Гори. Тек након новог пописа становништва (2011), чији су резултати у широј српској јавности били схваћени као озбиљна опомена, прваци српског народа у Црној Гори су почели да увиђају погубност даљих подјела, након чега је дошло до покушаја међусобног приближавања и обнове програмског и акционог заједништва. Међутим, сви напори у том циљу су пропали средином 2012. године, када је највећа српска странка - Нова српска демократија (НСД), од које се очекивало да око себе окупи све српске и просрпске снаге у Црној Гори, одлучила да уђе у коалицију са антисрпским чиниоцима (Покрет за промјене), што је довело до стварања Демократског фронта, на челу са Миодрагом Лекићем, етничким Црногорцем који се отворено противио повлачењу одлуке о признању Косова. Након уласка у коалицију са антисрпским чиниоцима, руководство НСД је повело нову кампању против Српског националног савјета Црне Горе, усљед чега је током 2013. године дошло је до тешких сукоба и подјела.

## Политичко организовање
Политичке организације које окупљају највећи дио српског народа у Црној Гори дијеле се на двије основне скупине. У прву спадају српске странке у Црној Гори, односно странке које су програмски дефинисане као националне политичке организације, са српским одредницама у страначким називима. У другу скупину спадају поједине просрпске странке у Црној Гори, односно странке које су програмски дефинисане као грађанске политичке организације, без икаквог националног предзнака у називу, али са позитивним ставом према рјешавању разних политичких питања која се односе на положај српског народа у Црној Гори. Највећи дио Срба у Црној Гори на изборима традиционално гласа управо за разне српске или просрпске странке, односно за разне политичке коалиције састављене од српских и просрпских странака.
Савремено политичко организовање српског народа у Црној Гори отпочело је недуго након увођења вишестраначког система средином 1990. године. У исто вријеме, започет је и процес диобе српског гласачког тијела између четири политичке опције: један дио Срба гласао је за странке са српским националним предзнаком, други дио је гласао за поједине странке које су биле просрпски оријентисане, трећи дио је гласао за грађанске странке са неутралним ставом према националном питању, док је четврти дио (поводећи се за личним интересима) гласао за странке које су водиле отворену или прикривену антисрпску политику. Склоност знатног дијела Срба у Црној Гори да гласају за странке које немају српски национални предзнак довела је до вишеструког одливања и расипања српских гласова, што се веома негативно одразило на заступљеност Срба у органима власти и укупни положај српског народа у Црној Гори.
Склоност знатног дијела српских бирача да гласају за разне несрпске и грађанске странке довела је до многих лоших посљедица, што се у пуној тежини показало 2007. године, приликом доношења новог Устава Црне Горе, када је грађанска странка под називом Покрет за промјене, за коју је на претходним изборима (2006) гласао знатан број српских бирача, прешла на страну режима обезбједивши двотрећинску већину за усвајање уставних рјешења којима је Србима ускраћен статус конститутивног народа у Црној Гори. Иако је тај чин изазвао бурне реакције у најширој српској јавности, дио српских политичких чинилаца у Црној Гори наставио је да сарађује са странкама које су се у пракси показале као антисрпске, а највећи политички парадокс догодио се у љето 2012. године, када је најснажнија српска странка Нова српска демократија ушла у коалицију управо са поменутим Покретом за промјене, који је 2007. године најнепосредније учествовао у обесправљивању српског народа у Црној Гори.
Један од највећих проблема, који оптерећује политички живот Срба у Црној Гори, огледа се у нејединству српских странака, које су упркос бројним покушајима организационог обједињавања остале подијељене. Српске странке у Црној Гори још увијек немају заједничку организацију, па чак ни заједнички форум консултативног типа, тако да у цјелокупној политичкој историји српског народа у Црној Гори никада није одржан ни један општи састанак или сабор свих странака са српским националним предзнаком у тој држави, нити је поводом било ког политичког питања икада био сачињен било какав заједнички документ или декларација. У савременој политичкој историји српског народа у Црној Гори никада се није догодио заједнички изборни наступ свих српских странака, на било ком изборном нивоу.

### Српске странке у Црној Гори
У садашње странке са српским националним предзнаком спадају, по редоследу оснивања:
- Странка српских радикала, основана 1992. године. Предсједник странке је Душко Секулић.[66]
- Српска радикална странка (без других додатака у називу), основана 1997. године. Предсједник странке је Илија Дармановић.[67]
- Демократска српска странка (ДСС), основана 2003. године. Предсједница странке је Драгица Перовић.[68]
- Нова српска демократија (НСД), основана 2009. године. Предсједник странке је Андрија Мандић.[69]
- Отаџбинска српска странка (ОСС), основана 2009. године. Предсједник странке је Александар Стаматовић.[70]
- Српска листа (СЛ), основана 2011. године. Предсједник странке је Добрило Дедеић.[71]

У бивше странке са српским националним предзнаком спадају, по редоследу оснивања:
- Српска народна обнова за Црну Гору и Херцеговину (СНО ЦГХ), основана 1991. године
- Српска демократска странка Црне Горе (СДС), основана 1992. године
- Српски отаџбински покрет (СОП), учествовао на изборима 1992. године
- Српска радикална странка Црне Горе (1994) (СРС ЦГ), основана 1994. године
- Странка српског јединства за Црну Гору (ССЈ), основана 1994. године
- Српска саборна странка (ССС), основана 1996. године
- Српска народна радикална странка Црне Горе (СНРС), учествовала на изборима 1998. године
- Српска народна странка (СНС), основана 1998. године
- Српска странка (2000) (СС), основана 2000. године
- Странка српских народњака (ССН), основана 2009. године
- Српски клуб (2009) (СС), основан 2009. године
- Српска странка (2016) (СС), основана 2016. године

### Просрпске странке у Црној Гори
У садашње просрпске странке спадају, по редоследу оснивања:
- Социјалистичка народна партија Црне Горе (СНП), основана 1998. године.[72]
- Демократска народна партија Црне Горе (ДНП), основана 2015. године.[73]
- Права Црна Гора (ПЦГ), основана 2018. године.[74]

У бивше просрпске странке спадају, по редоследу оснивања:
- Народна демократска странка (НДС), основана 1992. године.
- Отаџбинска странка (ОС), основана 1997. године.
- Народна социјалистичка странка Црне Горе (НСС), основана 2001. године.
- Демократски центар Боке (ДЦБ), основан 2008. године.
- Покрет за Пљевља (ПЗП), основан 2015. године.

У странке са променљивим односом према српском питању спадају, по редоследу оснивања:
- Народна странка, основана 1990. године.
- Демократска странка јединства (ДСЈ), основана 2006. године.

### Срби у извршној власти Црне Горе
Након прокламовања црногорске нације, прво од стране фашистичке Краљевине Италије 12. јула 1941, а касније и 1. маја 1945. године од стране Комунистичке Партије Југославије (КПЈ), ниједан изјашњени Србин није био на некој од три највише функције према Уставу — Предсједник Владе, Предсједник Републике и Предсједник Скупштине.
Тек мали број Срба обављао је министарску функцију (и то никад у сектору одбране, безбједности, правде, финансија или иностраних/вањских послова). Међутим и то је било довољно да Црногорски Хелсиншки комитет у извјештају за период 1989—1995 означи поједине као носиоце "великосрпске кампање", попут Министра културе (1991—1993) Илију Лакушића, само из разлога што се декларисао као српски писац. Од каснијих министара, било је двоје декларисаних Срба из Ђукановићеве Демократске партије социјалиста, Гордана Ђуровић и Миодраг Радуновић, који су подржали измјене закона о образовању којим се српски језик искључује из образовног система.
На локалном нивоу, јануара 2019. године, на мјесто предсједника Општине Будва долази Марко „Бато“ Царевић, на основу споразума са Демократама након избора 2016. године, по којем у другом дијелу мандата ту функцију преузима локални лидер Нове српске демократије. Убрзо крећу опструкције Ђукановићевог режима и после годину и по дана на функцији, јуна 2020. године, режим насилно преузима власт после опкољавања Будве, када специјална полиција између осталог баца на земљу Секретара за инвестиције, Младена Микијеља, и чак му коленом клечи на врат. Укључујући Царевића, ухапшено је укупно шест функционера, као и Царевићев брат и син. Царевић је рекао да је стварни разлог напада то што је после 30 година један Србин дошао на малу политичку позицију, поднео је кривичне пријаве, и поручио да Срби морају да остану сабрани и да никада неће продати „веру за вечеру”. Убрзо је на изборима листа коју је предводио освојила апсолутну већину у Будви и поново је на функцији предсједника општине.
Министри у Влади Црне Горе
- Илија Лакушић,[79] Министар културе и физичке културе (1991—1993)
- Гордана Ђуровић (ДПС), Министар за економске односе са иностранством и европске интеграције (2004—2006); Потпредсједник Владе за европске интеграције (2006—2009); Министар за европске интеграције (2009—2010)
- Миодраг Радуновић (ДПС), Министар здравља, рада и социјалног старања (2006—2009); Министар здравља (2009—2014)

Предсједници општина
- Марко „Бато“ Царевић (НСД), Будва (2019—)[80]

### Удео Срба у Скупштини Црне Горе
| Год. | НС | СКЦГ | СРСЈ | Укупно Срба | %    | Укупно посланика |
| ---- | -- | ---- | ---- | ----------- | ---- | ---------------- |
| 1990 | ?  | ?    | ?    | 9           | 7,2% | 125              |

| Год. | НС | СРС | СНП | СНС | ДПС | СДП | Укупно Срба | %      | Укупно посланика |
| ---- | -- | --- | --- | --- | --- | --- | ----------- | ------ | ---------------- |
| 1992 | 14 | 7   |     |     |     |     | 21          | 24,71% | 85               |
| 1996 | 12 |     |     |     | 3   |     | 15          | 21,13% | 71               |
| 1998 | ?  |     | 4   |     | ?   |     | 15          | 19,23% | 78               |
| 2001 | 11 |     | 10  | 3   | 3   | 1   | 28          | 36,36% | 77               |
| 2002 |    |     |     |     |     |     |             | 20+%   | 75               |

| Год. | СНС | НСД | СНП | ДНП | ДЦГ | ДСС | НСС | НС | ССР | ДСЈ | ДПС | Укупно Срба | %    | Укупно посланика |
| ---- | --- | --- | --- | --- | --- | --- | --- | -- | --- | --- | --- | ----------- | ---- | ---------------- |
| 2006 |     |     |     |     |     |     |     |    |     |     |     |             | 20+% | 81               |
| 2009 |     |     |     |     |     |     |     |    |     |     |     |             | 20+% | 81               |
| 2012 |     |     |     |     |     |     |     |    |     |     |     |             | 20+% | 81               |
| 2016 |     |     |     |     |     |     |     |    |     |     |     |             | 20+% | 81               |
| 2020 |     |     |     |     |     |     |     |    |     |     |     |             |      | 81               |

## Десрбизација и црногоризација
Почевши од средине 20. вијека, Срби у Црној Гори су потпали под удар десрбизације и етно-политичке црногоризације. Након окупације Црне Горе у Другом свјетском рату (1941), сарадници окупатора су под вођством Секуле Дрљевиће покренули антисрпску кампању у склопу покушаја стварања Независне Државе Црне Горе као квази-националне државе "црногорског" народа. Слична политика је потом настављена и за вријеме комунистичке власти у Југославији. Још у раздобљу између два свјетска рата, Коминтерна се у својим програмским актима залагала за разбијање тадашње Краљевине Југославије и стварање посебне црногорске нације, а такву политику је усвојила и Комунистичка Партија Југославије. Главни заговорник десрбизације у Црној Гори био је комуниста Милован Ђилас, који је одлучно заступао став о посебности црногорске нације, у чему су га подржавали Едвард Кардељ и Јосип Броз Тито. Након успостављања комунистичке власти (1944) и стварања Народне Републике Црне Горе као посебне федералне јединице у саставу нове Југославије (1945), комунистички режим је приступио озваничењу посебне црногорске нације, чиме је постављен темељ за организовано спровођење процеса десрбизације и црногоризације. Идеолошку основу за спровођење десрбизације и црногоризације поставио је Милован Ђилас, који је у својим програмским чланцима из првих послератних година заступао тезу о историјској самобитности "црногорске" нације. У раздобљу између 1944. и 1948. године, на подручју Црне Горе спровођена је интензивна црногоризација у свим областима друштвеног живота, а ова кампања је достигла врхунац у време првог послијератног пописа становништва који је спроведен током 1948. године.
Након политичких промјена које су у Црној Гори спроведене крајем осамдесетих и почетком деведесетих година 20 вијека, дошло је до позитивног, али привременог заокрета у односу државних власти према вођењу националне политике, тако да је у новом Уставу Републике Црне Горе из 1992. године било назначено: У Црној Гори у службеној употреби је српски језик ијекавског изговора (чл. 9). Међутим, након стварања Државне Заједнице Србије и Црне Горе (2003) и потоњег проглашења државне независности Црне Горе (2006), процеси десрбизације и црногоризације су добили обиљежја званичне државне политике, која се од тада организовано спроводи у свим областима друштвеног, политичког и културног живота. Када је 2007. године усвојен нови Устав Републике Црне Горе, одредба о службеном језику је измењена тако што је српски језик замијењен "црногорским" (чл. 13). Специфичан облик десрбизације и етно-религијске црногоризације огледа се и у покушају стварања посебне шизматичке религиозно-политичке организације односно "Црногорске православне цркве" као алтернативи Митрополији Црногорско-Приморској.

## Демографија

### Демографска историја
У попису становништва из 2011. године евидентирано је 178.110 Срба или 28,73% укупног становништва Црне Горе. Црногорски Срби су територијално најраширенија нација Црне Горе.
| Година | Срби    | %      | Укупна популација у ЦГ                         |
| --- | ------- | ------ | ---------------------------------------------- |
| 1909 | 299.992 | 94,38% | 317.856                                        |
| 1921 | 205.550 | 92,14% | 223.091                                        |
| 1931 | 339.955 | 94,42% | 360.044                                        |
| 1948 | 6.707   | 1,78%  | 377.189                                        |
| 1953 | 13.864  | 3,3%   | 417.248                                        |
| 1961 | 14.087  | 2,99%  | 471.894                                        |
| 1971 | 39.512  | 7,46%  | 529.604                                        |
| 1981 | 19.407  | 3,32%  | 584.310                                        |
| 1991 | 57.453  | 9,34%  | 615.035                                        |
| 2003 | 198.414 | 31,99% | 620.145                                        |
| 2009 (државни пробни попис)                                                                                                   |         | 33,4%  | узорак 3.500 домаћинстава (око 11.600 чланова) |
| 2011 | 178.110 | 28,73% | 620.029                                        |
| Званични резултати пописа становништва - напомена: многи Срби су се изјаснили као Југословени или Црногорци на неким пописима |         |        |                                                |

#### Средњи вијек
У средњем вијеку није било поузданих пописа становништва, али већина средњовјековних извора о идентитету и демографији средњовјековне територије Црне Горе наводи да је ово подручје било стално насељено углавном Србима.

#### Књажевина и Краљевина Црна Гора
Већину становништва чинили су православци (94,38%), док су остали углавном били Муслимани. Српским језиком је говорило 95% становништва, а у већем броју је било и становништва са албанскимјезиком као матерњим. Сматра се да је тадашњи број становника био прецијењен и процијењен је на око 220.000. Црногорска власт није сматрала за потребно да у пописним књигама има одредницу о националном карактеру свог становништва, будући да се сматрало како су сви црногорски поданици - Срби. У развоју Црне Горе тог периода значајну улогу су имали школовани Срби из других крајева.

#### Прва Југославија
Већина становништва 1921. године је говорила српским језиком: 205.550 (92,14%), док су говорници албанског чинили најбројнију националну мањину (17. 133 становника). По регионима је лингвистичка структура била сљедећа: За округе Андријевица, Бар, Колашин, Никшић, Подгорица и Цетиње је пописан број становника од 199.227 становника од којих говорника српског и хрватског језика 181.989 или 91,35%, а говорника албанског језика 16.838 или 8,45%. У Округу Беране било је 23.864. становника од којих је хрватским и српским говорило 23.561 становника, а албанским 275 становника. Територија данашње Црне Горе је 1931. године била дио Зетске бановине која је тада имала 925.516 становника. Црна Гора у данашњим границама имала је укупно 360.044 становника.

#### Друга Југославија
Комунистичке власти су спровеле политику тихог "демографског пражњења" Срба из СР Црне Горе, забранивши Црногорцима да се изјашњавају као национални Срби, а такође и подијеливши Србе у неколико република, узрокујући "одлив мозгова" Срба из СР Црне Горе у СР Србију. Такође, комунистичка политика убрзане урбанизације и индустријализације, девастирала је традиционални рурални живот Срба, узрокујући драстичан застој у природном прираштају Срба. Први комунистичко-југословенски попис забиљежио је све мањи број Срба. Први комунистичко-југословенски попис становништва из 1948. показивао је само 1,78% Срба на територији СР ЦГ, што је просто невјероватан пад од пописа у Краљевини ЦГ гдје је 95% становништва било српско. Први пост-комунистички попис ипак биљежи раст до 31,99% Срба у ЦГ.

## Српска племена у Црној Гори

### Настанак
Специфичност по којој је било препознатљиво црногорско друштво била је његова племенска организација. Племена су формирана у низу историјских процеса, чију генезу је могуће пратити од краја 13. века па све до почетка 18. вијека. Термин катун данас се најчешће идентификује са привременим сточарским насељем, којег је могла чинити велика породица, али их је по правилу било више. Међутим, за време постојања средњовековне српске државе катун је имао, поред овог, још једно значење, као термин за дружину, компанију. Катунско становништво је имало другачији положај од сеоског (земљорадничког). Суштинска разлика била је у начину плаћања пореза и дужностима које су имали, односно већа аутономност сточарског у односу на сеоско становништво. Сваки катун имао је своју унутрашњу организацију, коју је са једне стране диктирало законодавство српске државе, а са друге обичајно право. Катунар је носио у почетку различите титуле, али се приликом османског освајања српске државе усталила титула примићур. Представници власти у катунима могли су да предводе своје катунаре у борбу, склапају уговоре са градовима о караванској трговини, па чак и суде у мањим споровима.
Како је катунско становништво, бавећи се сточарством и трговином, било веома покретљиво, временом је та покретљивост условила његово повезивање, што је већ од 15. века утицало на почетак формирања племена. Овог становништва највише је било у брдским пределима Херцеговине, Црне Горе и сјеверне Албаније. Пропаст средњовијековне српске државе и феудалних области које су се осамосталиле током те пропасти као и њихов пад под османску власт, убрзали су формирање племена, при чему је као први степен дошло до територијализације катуна. Овај процес се огледао у промјени структуре сеоског жупског становништва, са којим се мијешало катунско сточарско. Сточарске дружине су се насељавале у пуста и жупска места, доносећи у њих остатке свог аутономног статуса који су им нови господари санкционисали, а они проширили на жупско становништво. Катуни су после територијализације своје име све више ширили, обухватајући и околна мјеста заузимају већу област, која је касније постала племенска. Средњовековни жупски топоними су нестали пред катунским, па тако катунски назив Бјелопавлићи замењује жупски Зета, односно катунски топоними Зупци, Никшићи, Мрковићи заменили су жупске Врсиње, Оногошт и Папратна. Између катунске организације и настанка племена, најприје су формиране кнежине, као посебне међуфазе. Оне су настале спајањем више катуна и у њима се одмах издвојио слој угледнијих главара. Појединци су до те мере успјели да се уздигну да су их савременици сматрали локалном властелом.
Племенска организација није била једнака на територији целе Црне Горе. Нарочито је била слаба, чак је у неким деловима и нема, у Љешанској, Ријечкој, Жупској и Црмничкој нахији. Племена у Црној Гори у 16. па и највећем делу 17. века нису достигла ни имала степен војне демократије какав је постојао код брдских племена Бјелопавлића, Васојевића, а нарочито Куча. Племенска и кнежинска организација су, свака на свој начин, омогућавале становништву укључивање у живот државе, пре свега у оним областима ближе граници, кроз војне послове, онемогућавала је претварање становништва у класичну рају, а подршка племена и братстава временом је постала најважнија за опстанак главарског слоја код којих се јавила идеја о њиховом властеоском поријеклу. Овакав став је подржала црква што се манифестовало наглашавањем традиције српске средњовековне државности и процеса очувања народног идентитета.

### Подјела
Према Јовану Цвијићу, српска племена на територији Црне Горе деле се у две групе, црногорска и рашка племена. Црногорска односно племена старе, историјске Црне Горе налазе се између долине реке Зете и Скадарског језера са једне и Боке которске са друге стране. Насељавају четири нахије: Катунску, Љешанску, Ријечку и Црмничку. Рашка, названа тако јер је већина њих у области некадашње Рашке, заузимају највишу област између реке Зете и реке Лима. Њих чине херцеговачка племена и племена седморо Брда.

#### Стара Црна Гора
- Катунска нахија: Цетиње, Његуши, Ћеклићи, Бјелице, Цуце, Озринићи, Пјешивци, Загарач, Комани.
- Љешанска нахија: Дражевина, Градац, Буроње.
- Ријечка нахија: Косијери, Добрско село, Цеклин, Љуботињ, Грађани.
- Црмнићка нахија: Подгор, Дупило, Брчели, Сотонићи, Глухи До, Лимљани, Бољевићи.

#### Брда
- Бјелопавлићи, Пипери, Братоножићи, Кучи, Ровчани, Морача, Васојевићи.

#### Стара Херцеговина
- Дробњаци, Ускоци, Језера, Пива, Шаранци, Никшићи, Бањани, Грахово, Кривошије, Требјешани, Голија, Рудињани.

#### Приморје
- Брајићи, Грбаљ, Кртоле, Луштица, Маине, Мркојевићи, Побори, Паштровићи.

## Култура

### Архитектура и умјетност
Црна Гора је богата српском архитектуром, поготово када су у питању бројне српске цркве и манастири. Модерни српско-византијски архитектонски стил који је започео у другој половини 19. вијека није присутан само у сакралној, већ иу грађанској архитектури. Цркве и манастири украшени су фрескама и иконостасом. Црна Гора има велики број значајних културних и историјских локалитета, укључујући и наслијеђе из предроманског, готичког и барокног периода. Црногорско приморје је посебно познато по својим вјерским споменицима, укључујући Цркву Св. Трифуна, базилику св. Луке (преко 800 година), Госпу од Шкрпјела, манастир Савина, Цетињски манастир и други. Ова област, понекад звана Венецијанска Црна Гора, пуна је венецијанске архитектуре, углавном у Котору и Перасту Перасту. Древни град Котор је уврштен на УНЕСКО-ву листу свјетске баштине. Византијски утицај у архитектури и религиозним уметничким делима посебно је очигледан у унутрашњости земље. Највећи дио архитектуре у Црној Гори је српско-византијска, латинска или венецијанска (готичка, барокна) и османска.

### Језик и књижевност
Према попису становништва 2011. године, 265.895 становника Црне Горе (42,88%) говори српски језик. Црногорска књижевност је углавном писана на српском језику. Неки од најзначајнијих представника српске књижевности из Црне Горе су: Андрија Змајевић, барокни песник и теолог, Владика Василије, Петар Први Петровић-Његош, Петар Други Петровић Његош, познат само као Његош, црногорски владика, један од отаца српског национализма, Стјепан Митров Љубиша, из Будве, који је писао кратке приче, углавном о свом родном крају. Марко Миљанов, познати вођа племена који је постао писац, описао је етички идеал Срба 19. вијека. Краљ Никола Петровић-Његош, Михаило Лалић, Милован Ђилас, Радован Зоговић, Ћамил Сијарић, Миодраг Булатовић, Чедо Вуковић, Мирко Ковач, Драган Радуловић, Борислав Пекић, Вито Николић.

### Музика
Стара традиционална музика Црне Горе заснива се на традиционалном инструменту, гуслама. Музика је углавном вокална, или инструментална-вокална. Многе пјесме су прилагођене еповима, а базиране су на догађајима и причама из традиције црногорских Срба.

### Позориште и филм
С обзиром на број становника од око 600.000 људи, Црногорци су Југославији и свијету дали доста истакнутих филмских редитеља и глумаца. Најпознатији су:
Редитељи: Душан Вукотић, први југословенски добитник Оскара, за категорију кратког анимираног филма 1961. године, Живко Николић, Вељко Булајић, Крсто Папић, Бранко Балетић, Велимир Стојановић, Здравко Велимировић, Бане Бастаћ, Предраг Голубовић, Крсто Шканата, Мило Ђукановић, Момир Матовић, Данило Бећковић.
Глумци: Милорад Јанкетић, Жарко Лаушевић, Миодраг Кривокапић, Бранислав Пиповић, Милутин Мима Караџић, Бранко Бабовић.

### Фолклор
У црногорском фолклору изводе се многи плесови. Најпопуларнији је Оро. Оро, познат и као Црногорско Оро, је врста имитативног народног плеса који потиче из динарског региона западног Балкана. Име 'Оро' потиче од дијалекталног облика српске ријечи 'Орао', који се односи на то како се плес изводи тако да личи на покрете орла. Симболика орла вјероватно потиче из средњовјековног српског царства, чији је грб био двоглави орао, и из православне слике, у којој орао игра централну улогу.

### Образовање
Универзитет Црне Горе је основан 29. април 1974. године. Те године, три факултета: Економски, Технички и Правни из Титограда, двије више школе: Педагошка академија из Никшића и Виша поморска школа из Котора и три самостална научна института: Историјски, Пољопривредни и Институт за биолошка и медицинска истраживања из Титограда, удружили су се у Универзитет у Титограду. Годину дана након оснивања промијенио је име у Универзитет “Вељко Влаховић”, а 1992. године добија име Универзитет Црне Горе. Универзитет Црне Горе је лоциран у пет црногорских градова: Подгорици, Никшићу, Цетињу, Котору и Херцег Новом и у свом саставу има 19 факултета.

### Религија
Срби у Црној Гори су претежно православни хришћани, који припадају Српској православној цркви у Црној Гори, која је органски дио Српске православне цркве. Сачињавају је Митрополија црногорско-приморска и Епархија будимљанско-никшићка, као и дијелови епархија Милешевске и Захумско-херцеговачке и приморске. Епископи епархија Црногорско-приморске, Будимљанско-никшићке, Милешевске и Захумско-херцеговачке и приморске сачињавају Епископски савјет Православне цркве у Црној Гори под предсједништвом архиепископа цетињског и митрополита црногорско-приморског. Они се по потреби састају ради савјетовања и доношења одлука из надлежности Епископског савјета. О своме раду Епископски савјет Православне цркве у Црној Гори је дужан, сходно утемељеном канонском поретку, да извјештава Свети архијерејски сабор Српске православне цркве.
Једна од основних дужности Епископског савјета Православне цркве у Црној Гори јесте да у сарадњи са државом Црном Гором и њеним надлежним органима покрене и да помаже израду и доношење Закона о положају Православне цркве и различитих вјерских заједница у Црној Гори и да предузме све потребне мјере у циљу заштите свеукупне духовне и материјалне, покретне и непокретне имовине Православне цркве у Црној Гори, као и на доношењу Закона о реституцији национализоване и одузете црквене имовине послије Другог свјетског рата.
Чланови Епископског савјета су: архиепископ цетињски и митрополит црногорско-приморски Амфилохије, епископ будимљанско-никшићки Јоаникије, епископ милешевски Атанасије, умировљени епископ милешевски Филарет, епископ захумско-херцеговачки и приморски Димитрије, умировљени епископ захумско-херцеговачки и приморски Атанасије и викарни епископ диоклијски Методије.
- Манастир Света Тројица код Пљеваља
- Цетињски манастир
- Ђурђеви Ступови
- Манастир Острог

### Спорт
Срби Црне Горе значајно су допринијели југославенском и српском спорту.

## Познате личности

### Средњи век
- Јован Владимир
- Стефан Војислав
- Михаило Војислављевић
- Константин Бодин
- Ђорђе Бодиновић
- Деса Вукановић
- Стефан Немања
- Вукан Немањић
- Стефан Вукановић Немањић
- Ђорђе Немањић
- Ђурађ II Балшић
- Балша III Балшић
- Стефан Црнојевић
- Иван Црнојевић
- Ђурађ Црнојевић
- Ђурађ Кастриот Скендербег

### Нови век
- Александар I Карађорђевић
- Андрија Радовић
- Арсеније III Црнојевић
- Арсо Јовановић
- Бајо Пивљанин
- Блажо Бошковић
- Богомир Аћимовић Далма
- Божидар Вуковић
- Василије Петровић Његош
- Висарион Љубиша
- Владимир Тројановић
- Гавро Вуковић
- Данило I Петровић
- Данило I Петровић Његош
- Династија Обреновић
- Ђорђе П. Карађорђевић
- Здравко Кривокапић
- Јанко Вукотић
- Јован Баћовић
- Лазо М. Костић
- Лексо Саичић
- Љубомир Булатовић Ибријски
- Максим Баћовић
- Марко Даковић
- Марко Миљанов Поповић
- Мило Јововић
- Милован Ђилас
- Милош Коматина
- Милош Коматина
- Мирко Петровић (војвода)
- Михаило Петровић Његош
- Михаило Петровић Његош
- Мојсије Зечевић
- Нико Луковић
- Никола I Петровић
- Никола Вучевић
- Никола Добречић
- Никола Пековић
- Новица Церовић
- Павле Ђуришић
- Патријарх српски Варнава
- Патријарх српски Гаврило V
- Петар I Петровић Његош
- Петар II Петровић Његош
- Петар Баћовић
- Петар Лубарда
- Пуниша Рачић
- Сава Петровић Његош
- Стефан Паштровић
- Стефан Пиперски
- Стефан Штиљановић
- Стјепан Митров Љубиша
- Урош Тројановић
- Филип Добречић
- Шујо Караџић

### Савремено доба
- Вељко Мандић
- Борислав Пекић
- Петар Банићевић
- Боро Беговић
- Амфилохије Радовић
- Јован Дујовић
- Матија Бећковић
- Миро Вуксановић
- Вук Бојовић
- Радован Караџић
- Петар Божовић
- Драгомир Брајковић
- Жарко Варајић
- Рајко Жижић
- Јоаникије Мићовић
- Жарко Лаушевић
- Стеван Караџић
- Душко Радиновић
- Слободан Маровић
- Игор Колаковић
- Жарко Паспаљ
- Владимир Батез
- Никола Маловић
- Ненад Перуничић
- Горан Вујевић
- Ивица Краљ
- Драгослав Јеврић
- Владо Георгиев
- Дарко Станић
- Бојана Поповић
- Иван Никчевић
- Божидар Бојовић
- Милица Дабовић
- Силвија Поповић
- Милош Никић
- Стефан Бабовић
- Андрија Прлаиновић
- Ана Дабовић
- Петар Шкулетић
- Страхиња Јованчевић
- Душан Мандић
- Немања Вицо
- Дака Давидовић
- Марко Царевић
- Бећир Вуковић
- Жарко Кнежевић
- Даница Црногорчевић

## Галерија
- Етнички састав Црне Горе по насељима 2011. године
- Језички састав Црне Горе по насељима 2011. године
- Проценат говорника српског језика у Црној Гори према попису из 2011. године по насељима
- Удео Срба у Црној Гори по насељима 2011. године